# Edwyn Owen
Edwyn Owen (né le 8 juin 1936 à Minneapolis et mort le 5 octobre 2007 à Topeka) est un joueur américain de hockey sur glace. Lors des Jeux olympiques d'hiver de 1960, il remporte la médaille d'or.

## Palmarès
- Médaille d'or aux Jeux olympiques de Squaw Valley en 1960